# Rezerwat Biosfery St. Mary’s
Rezerwat Biosfery St. Mary’s (ang. St. Mary’s Biosphere Reserve) – rezerwat biosfery UNESCO MAB utworzony w 2011 roku, znajdujący się w środkowo-wschodniej części wyspy Saint Kitts wchodzącej w skład Federacji Saint Kitts i Nevis.

## Charakterystyka
Rezerwat powstał na początku listopada 2011 roku jako jeden z pierwszych rezerwatów biosfery UNESCO na Karaibach anglojęzycznych. Jest położony ok. 6,5 km na północ od stolicy kraju, Basseterre. Obejmuje obszar 4 040,27 ha (w tym 1 701,41 ha obszaru lądowego i 2 338,43 ha obszaru morskiego), który dzieli się na:
- strefę centralną – o powierzchni 404,53 ha (w tym 192,16 ha obszaru lądowego i 212,37 ha obszaru morskiego),
- strefę buforową – o powierzchni 923,05 ha (w tym 723,57 ha obszaru lądowego i 199,48 ha obszaru morskiego),
- strefę przejściową – o powierzchni 2 712,69 ha (w tym 785,68 ha obszaru lądowego i 1 927,01 ha obszaru morskiego).

W skład Rezerwatu Biosfery St. Mary’s wchodzą fragmenty dwóch ostoi ptaków IBA organizacji BirdLife International – St. Kitts Central Forest Reserve (KN001) i Ponds of the Southeast Peninsula (KN002). Zachodnia część rezerwatu (stanowiąca obszar lądowy strefy centralnej) jest częścią Parku Narodowego Central Forest Reserve.

## Środowisko przyrodnicze

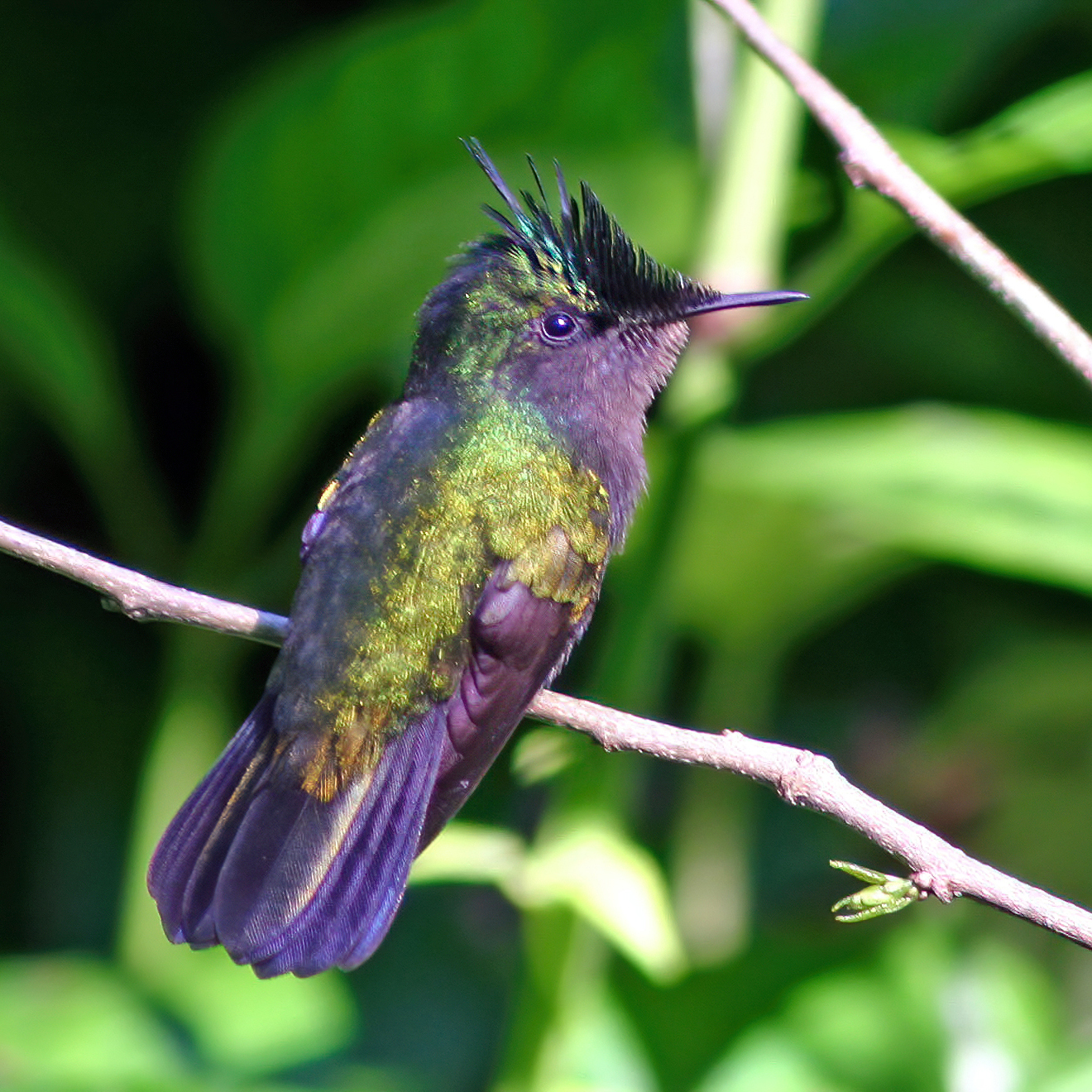
Igłodziobek (Orthorhyncus cristatus) na Dominice (2010)

Rezerwat Biosfery St. Mary’s jest obszarem obejmującym zróżnicowane ekosystemy – tereny morskie, przybrzeżne rafy koralowe, lasy namorzynowe oraz plaże w pobliżu miasta Cayon oraz wsi Canada i Keys, a także tropikalne lasy mgliste na grzbietach górskich w zachodniej części rezerwatu, które poprzecinane są stromymi wąwozami (ang. ghauts) prowadzącymi do Atlantyku, którymi sezonowo płyną strumienie. Całość otaczają mniejsze wzgórza, również porośnięte lasami lub wykorzystywane w rolnictwie.
Piaszczyste plaże są głównym siedliskiem lęgowym zagrożonych wyginięciem żółwi: żółwia szylkretowego (Eretmochelys imbricata), żółwia skórzastego (Dermochelys coriacea) i żółwia jadalnego (Chelonia mydas), których ochrona stanowi główny cel rezerwatu. Nietoperze, które są jedynym rodzimym rzędem ssaków lądowych występującym w Saint Kitts i Nevis, reprezentowane są przez rękoliścia jaskiniowego (Brachyphylla cavernarum), molosa aksamitnego (Molossus molossus) i rybaka nocnego (Noctilio leporinus) zamieszkujących jaskinię Keys’s Bat Cave. Innymi gatunkami zwierząt występującymi w rezerwacie są m.in. ptaki z rodziny kolibrowatych – antylak purpurowy (Eulampis jugularis) i igłodziobek (Orthorhyncus cristatus).
W południowej części rezerwatu znajduje się staw oraz plaża Greatheeds, gdzie w 2004 roku gniazdowało 18 par rybitwy małej (Sternula antillarum).
Wyspa Saint Kitts zbudowana jest niemal wyłącznie ze skał wulkanicznych – andezytu i dacytu – i pozostaje obszarem aktywnym sejsmicznie.